# میرنی، آرخانگلسک
شهر میرنی، اوبلاست آرخانگلسک (به روسی: Мирный) در کشور روسیه و در اوبلاست آرخانگلسک واقع شده‌است.